# Юркич, Габриэль
Габриэль Юркич (хорв. Gabrijel Jurkić; 24 марта 1886[…], Ливно — 25 февраля 1974[…], Ливно, Босния и Герцеговина) — боснийский художник.

## Биография
Габриэль Юркич родился 24 марта 1886 года в городе Ливно. Там окончил начальную школу м посещал Торговую школу. С 1902 по 1905 года учился на строительном факультете Средней технической школы в Сараево. С 1907 по 1908 года — студент Временной школы искусств и ремесел в Загребе. С 1908 по 1909 года. - обучался в Венской академии изобразительных искусств, где Юркича сразу же перевели на четвертый курс общего факультета живописи в класс Алоиза Делюга. С 1909 по 1911 года - посещает спецкурс Казимира Похвальского и изучает сегмент «Искусствоведение истории Боснии». После обучения в Вене Юркич вернулся в Сараево, где состоялись его первые персональные выставки (1911), в Сараево (Социальный дом) и Загребе (Павильон искусств). После почти полувека, проведенного в Сараево, он вернулся в Ливно, в скромную мастерскую францисканского монастыря в Горице, где жил со своей женой Штефанией, известной католической писательницей.
Габриэль Юркич умер 25 мая 1974 и был похоронен на кладбище в Горичко.

## Творчество
С самого начала полотна Юркича пронизывались кротостью и поэтичностью его натуры, его описывали как «одну из самых больших и выдающихся фигур своего периода» (1911—1921). Случайность или судьба определили его образование в академии Вены. Первый живописный период после учёбы был наполнен романтическим настроением, вдохновенными пейзажами. Художник написал ряд великолепных портретов, где ему удается глубоко проникнуть в сущность близких людей и тем самым приблизить их к наблюдателю. С 20-х годов Юркич освобождается от академической ориентации, становясь импрессионистически свободным, используя технику пуантилистической живописи, внося на холст больше света. Он обретает убежище и спокойствие в мастерской францисканского монастыря в Горице. Там он скончался и завещал свои картины монастырю.

## Память
- В Ливно есть галерея, посвященная творчеству художника, а его фотографии представлены в Музее современного искусства в Загребе.
- В 1993 году он появился на почтовой марке, изданной администрацией хорватов в Мостаре.
- Хорватский историк искусства Иванка Реберск написала монографию, приуроченную к жизни и творчеству художника[4].